# 武阳镇 (南昌县)
武阳镇是中国江西省南昌市南昌县下辖的一个镇。

## 行政区划
武阳镇共辖2个居委会和16个行政村，分别是：
武阳街居委会、茌港居委会、郭上村、茌港村、西游村、傅家村、朱坊村、蕉湖村、武阳村、前进村、南坊村、大仪村、保丰村、徐桥村、楞上村、泗洪村、庵前村、广丰村。